# Паун Генов
Паун Христов Генов е български писател, поет и документалист.

## Биография
Паун Генов е роден на 29 юни 1915 г. в село Средногорово, Казанлъшко. Завършва гимназия в Казанлък. Сред любимите му учители са Стефан Попвасилев и Чудомир. В читалище „Искра“ слуша лекции на Асен Златаров, Антон Страшимиров, Стилиян Чилингиров, Александър Балабанов и Владимир Русалиев, с които остава приятел цял живот. След гимназията се връща на село и като председател на читалището поставя основите на издателска библиотека „Селско възраждане“. В нейната програма пише: „Да култивира в душата на селянина любов към книгата и към ония, които обричат перото си в служба на него. Да работи за нравственото усъвършенстване и духовното прераждане на селото – основа на държавата и човечеството. Да разсее мрачния облак на невежеството, суеверието и злобата човешка. Да внедри в сърцата добродетелите на утрешния човек.“
Литературна дейност започва още много млад, като през 1930 г. публикува в детски вестници. През 1933 г. редактира и пише във в. „Хоризонт“: обединително звено на младите провинциални писатели. През 1944 г. завършва философия в Софийския университет. Редактор и журналист във в. „Младо село“ (1936 – 1938), „Трезва младеж“ (1936), „Светлоструй“ (1939 – 1941), „Земеделско знаме“ (1948 – 1950), „Народно земеделско знаме“ (1945 – 1947), „Кооперативно село“ (1953 – 1963). Член на Съюза на българските писатели от 1940 г. Член на БЗНС. Репресиран след 9 септември 1944 г.
Съставител на избрани произведения на Димана Данева и Коста Тодоров. Преводач на руска поезия. Автор на множество статии и рецензии за литература, кино, изобразителни изкуства. Лектор в много университети и читалища в цяла България.
Почива на 7 август 1999 г. в София.

## Семейство
- съпруга – Маргарита Петрова Генова (1920 – 2007),
- син – Севдалин Генов (1943),
- дъщеря – Румяна П. Генова (1946 – 2015).